# Rue des Boulangers (Colmar)
Pour les articles homonymes, voir Rue des Boulangers.
La rue des Boulangers est une voie de la commune française de Colmar.

## Situation et accès
Cette voie de circulation, d'une longueur de 210 m, se trouve dans le quartier centre.
On y accède par les rues Kléber, des Serruriers, des Têtes, le passage de la Tour-Verte et la place de l'École.
Cette voie n'est pas desservie par les bus de la TRACE.

## Bâtiments remarquables et lieux de mémoire
Dans cette rue se trouvent des édifices remarquables[Lesquels ?].

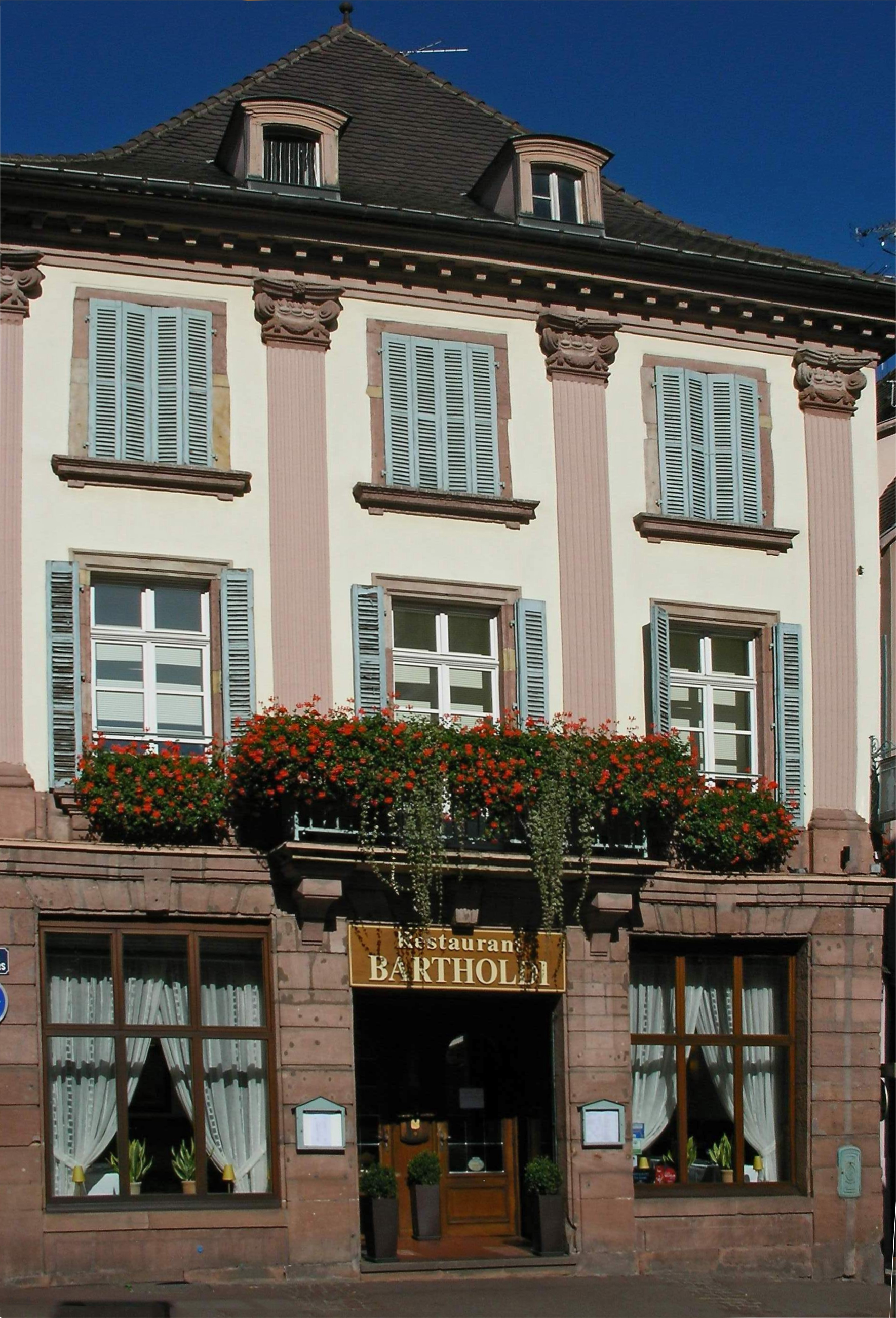
Maison (1616) au no 4 (MH)